# AFC Wimbledon
L'AFC Wimbledon, o più semplicemente Wimbledon, è una società calcistica inglese con sede nel quartiere londinese di Wimbledon, fondato nel 2002 ed erede del defunto Wimbledon FC. Milita nella Football League One, la terza divisione del calcio inglese.
Dal 2002 al 2020 la squadra ha giocato le partite casalinghe nei dintorni di Kingston upon Thames allo stadio "Kingsmeadow", mentre a partire da novembre 2020 la squadra è tornata a Plough Lane, in uno stadio di nuova costruzione, eretto nel sito del vecchio Wimbledon Greyhound Stadium, a soli 200 metri dal luogo dove sorgeva l'originale stadio del Wimbledon F.C. fino al 1991.

## Storia
Nell'estate del 2002 una commissione appositamente istituita dalla Football Association inglese diede il permesso alla dirigenza di ristabilire la sede del Wimbledon FC a Milton Keynes, a circa 100 km di distanza.
Un gruppo di tifosi, capeggiati da Kris Stewart, delusi ed amareggiati da una decisione che dal loro punto di vista privava la squadra del suo imprescindibile retroterra storico, decise di fondare un proprio club, attualmente affiliato sia alla London che alla Surrey FA.
Nacque così l'AFC Wimbledon. Ribadendo l'origine "dal basso", l'acronimo AFC, in questo particolare caso, vuole significare "A Football Club". Ottenuto un terreno di gioco, il 10 luglio 2002 presso il Gander Green Lane la squadra giocò il primo incontro della sua storia contro il Sutton United, di fronte a 4.500 spettatori.
Assunto come allenatore l'ex giocatore Terry Eames, la squadra venne inserita nella Combined Counties Football League, mancando per poco la promozione. La dirigenza stabilì poi di rilevare la proprietà in affitto dello stadio Kingsmeadow, terreno del Kingstonian, mantenendo quest'ultimo club la proprietà sotto l'aspetto fondiario.
La stagione successiva si rivelò un autentico trionfo, con un risultato di 42 vittorie,4 pareggi e nessuna sconfitta, oltre all'impressionante differenza reti, pari a +148. A coronamento di quell'esaltante campionato giunse anche la vittoria in Premier Challenge Cup, ottenuta per 4-1 a spese del North Greenford Utd.
Nel 2004 l'AFC Wimbledon entrò in Isthmian League vincendo subito il campionato.
La stagione successiva vide la squadra fallire di un soffio un'altra promozione, centrata poi il 3 maggio 2008, ai danni dello Staines Town via play-off per 2-1. In questo modo l'AFC Wimbledon gioca la stagione 2008-2009 in Conference South.
Il club detiene il record di tutti i tempi per quanto riguarda la striscia positiva, pari a ben 78 partite di campionato senza sconfitte, spalmate nell'arco di queste tre stagioni.
Durante la stagione 2008-2009 la squadra terminò in prima posizione la Conference South cogliendo la promozione per la stagione successiva in Conference National. In questa stagione i londinesi collezionarono 88 punti, conseguiti grazie a 26 vittorie, 10 pareggi e 6 sconfitte con una differenza reti di +50.
La stagione successiva 2009-2010 la squadra riuscì a cogliere la salvezza, terminò infatti la stagione all'8º posto raccogliendo 64 punti.
Durante la stagione 2010-2011 i Dons ottengono la promozione in Football League Two grazie alla vittoria sul Luton Town (3º al termine della stagione regolare) nella finale dei play-off di Conference National ottenuta ai rigori per 4-3 dopo aver sconfitto il Fleetwood Town (che si era invece piazzato alla 5ª posizione) con un perentorio 8-1.
Durante la stagione regolare si erano piazzati al 2º con 90 punti. La prima stagione in Football League Two, l'AFC Wimbledon la chiude al 16º posto, con 54 punti. La stagione seguente 2012/2013 la squadra riesce a salvarsi, con più difficoltà rispetto all'anno precedente, piazzandosi al 20º posto con 53 punti, a soli +2 punti dalla retrocessione.

### Stagione 2013-2014
La stagione 2013-2014 è la dodicesima stagione dalla sua fondazione e la terza consecutiva in Football League Two. La prima giornata della Football League Two 2013-2014 contro il Torquay United termina 1-1. Nella seconda giornata l'AFC Wimbledon vince davanti al proprio pubblico per 1-0 vs Wycombe Wanderers. Nella terza giornata la squadra perde in trasferta contro l'Exeter City Football Club per 2-0. Nella quarta giornata la squadra torna alla vittoria ancora in casa, stavolta contro il Scunthorpe United per 3-2. La quinta giornata si disputa il 31 agosto e la squadra trova la terza vittoria casalinga consecutiva, battendo per 2-0 il Fleetwood Town. La sesta giornata vede la squadra trovare la prima vittoria esterna, in casa dello York City per 0-2. La settima giornata si gioca il 14 settembre e la squadra perde per 2-0 in trasferta col Chesterfield. La settimana seguente, l'ottava giornata di campionato, l'AFC Wimbledon vince la sua quarta partita casalinga di fila, battendo 3-1 il Burton Albion. Settembre si chiude con la nona partita stagionale nella quale la squadra perde per 1-0 in casa del Cheltenham Town. La decima giornata viene giocata il 5 ottobre e la squadra subisce una sconfitta interna per 0-2 contro il Northampton Town.

### 2016-2017: esordio in League One
A seguito dell'incredibile promozione avvenuta ai play-off l'annata precedente, il Wimbledon si ritrova così ad esordire nel terzo livello del calcio professionistico inglese, riuscendo a salvarsi senza troppe difficoltà. La stagione vede per la prima volta gli Wombles scontrarsi con l'MK Dons, società nata nel 2004 proprio dal defunto Wimbledon FC.

## Allenatori
In corsivo gli allenatori ad interim.
| Nome            | Dal               | Al                | Risultati | Risultati | Risultati | Risultati | Risultati | Note |
| Nome            | Dal               | Al                | G         | V         | N         | P         | %         | Note |
| --------------- | ----------------- | ----------------- | --------- | --------- | --------- | --------- | --------- | ---- |
| Terry Eames     | 13 giugno 2002    | 13 febbraio 2004  | 71        | 60        | 4         | 7         | 84,51     |      |
| Nick English    | 13 febbraio 2004  | 11 maggio 2004    | 18        | 16        | 2         | 0         | 88,89     |      |
| Dave Anderson   | 11 maggio 2004    | 2 maggio 2007     | 126       | 72        | 36        | 18        | 57,14     |      |
| Terry Brown     | 15 maggio 2007    | 19 settembre 2012 | 227       | 109       | 48        | 70        | 48,02     |      |
| Simon Bassey    | 19 settembre 2012 | 10 ottobre 2012   | 4         | 2         | 0         | 2         | 50,00     |      |
| Neal Ardley     | 10 ottobre 2012   | 12 novembre 2018  | 326       | 108       | 91        | 127       | 33,13     |      |
| Simon Bassey    | 12 novembre 2018  | 4 dicembre 2018   | 5         | 2         | 0         | 3         | 40,00     |      |
| Wally Downes    | 4 dicembre 2018   | 25 settembre 2019 | 41        | 11        | 12        | 18        | 26,83     |      |
| Glyn Hodges     | 25 settembre 2019 | 30 gennaio 2021   | 62        | 19        | 16        | 22        | 30,65     |      |
| Mark Robinson   | 30 gennaio 2021   | 28 marzo 2022     | 68        | 17        | 23        | 28        | 25,00     |      |
| Mark Bowen      | 30 marzo 2022     | 7 maggio 2022     | 7         | 0         | 4         | 3         | &0,00     |      |
| Johnnie Jackson | 16 maggio 2022    | Presente          | 0         | 0         | 0         | 0         | —         |      |

## Palmarès

### Competizioni nazionali
- National League South: 1

2008-2009
- Isthmian League Division One: 1

2004-2005

### Competizioni regionali
- Combined Counties League: 1

2003-2004
- London Senior Cup: 1

2013-2014

### Competizioni giovanili
- Gallini World Cup U15: 1

2019

### Altri piazzamenti
- London Senior Cup:

Finalista: 2009-2010

## Organico

### Rosa 2024-2025
| N. |                             | Ruolo | Calciatore       |
| -- | --------------------------- | ----- | ---------------- |
| 1  | Inghilterra (bandiera)      | P     | Owen Goodman     |
| 2  | Inghilterra (bandiera)      | D     | Huseyin Biler    |
| 3  | Irlanda (bandiera)          | D     | James Furlong    |
| 4  | Inghilterra (bandiera)      | C     | Jake Reeves      |
| 5  | Irlanda (bandiera)          | D     | John-Joe O'Toole |
| 6  | Irlanda del Nord (bandiera) | D     | Ryan Johnson     |
| 7  | Inghilterra (bandiera)      | D     | James Tilley     |
| 8  | Inghilterra (bandiera)      | C     | Callum Maycock   |
| 9  | Libano (bandiera)           | A     | Omar Bugiel      |
| 10 | Inghilterra (bandiera)      | A     | Josh Kelly       |
| 11 | Inghilterra (bandiera)      | A     | Josh Neufville   |
| 12 | Inghilterra (bandiera)      | C     | Alistair Smith   |
| 14 | Inghilterra (bandiera)      | A     | Mathew Stevens   |
| 16 | Inghilterra (bandiera)      | C     | James Ball       |
| 17 | Inghilterra (bandiera)      | C     | Ryan McLean      |

| N. |                        | Ruolo | Calciatore      |
| -- | ---------------------- | ----- | --------------- |
| 18 | Inghilterra (bandiera) | C     | Marcus Browne   |
| 19 | Inghilterra (bandiera) | A     | Osman Foyo      |
| 20 | Inghilterra (bandiera) | A     | Paris Lock      |
| 21 | Grenada (bandiera)     | A     | Myles Hippolyte |
| 22 | Inghilterra (bandiera) | P     | Lewis Ward      |
| 23 | Inghilterra (bandiera) | D     | Leo Young       |
| 24 | Inghilterra (bandiera) | D     | Harry Sidwell   |
| 25 | Inghilterra (bandiera) | D     | Ethan Sutcliffe |
| 26 | Inghilterra (bandiera) | D     | Riley Harbottle |
| 29 | Norvegia (bandiera)    | C     | Aron Sasu       |
| 31 | Galles (bandiera)      | D     | Joe Lewis       |
| 32 | Inghilterra (bandiera) | C     | Kai Jennings    |
| 33 | Inghilterra (bandiera) | D     | Isaac Ogundere  |
| 39 | Inghilterra (bandiera) | A     | Joe Pigott      |
| 41 | Inghilterra (bandiera) | D     | Sam Hutchinson  |